# Sân vận động Hernando Siles
Sân vận động Hernando Siles (tiếng Tây Ban Nha: Estadio Hernando Siles) là một sân vận động thể thao ở La Paz, Bolivia. Đây là khu liên hợp thể thao lớn nhất đất nước với sức chứa 41.143 chỗ ngồi. Nó được đặt theo tên của Hernando Siles Reyes, Tổng thống thứ 31 của Bolivia (1926–1930). Sân vận động nằm ở quận Miraflores của La Paz, ở độ cao 3.637 m (11.932 feet) so với mực nước biển, khiến nó trở thành một trong những sân vận động chuyên nghiệp cao nhất thế giới. Sân vận động đã được khai trương vào năm 1931 với trận đấu giữa The Strongest và đối thủ kinh điển của đội, Universitario, với việc The Strongest chiến thắng 4–1. Đây là sân nhà của ba câu lạc bộ bóng đá lớn của Giải bóng đá vô địch quốc gia Bolivia, Club Bolívar, The Strongest và La Paz F.C. cũng như một số câu lạc bộ nhỏ hơn: Universitario de La Paz, Chaco Petrolero và Mariscal Braun. Sân vận động cũng là sân nhà của các câu lạc bộ thuộc giải đấu thấp hơn: Fraternidad Tigres và Academia de Balompié Boliviano.

## Lịch sử
Sân vận động này là nơi lưu giữ những khoảnh khắc lịch sử trong lịch sử bóng đá Bolivia, bao gồm cả trận thắng 2–0 trước Brasil ở vòng loại World Cup 1994, thất bại đầu tiên của Brazil sau 40 năm chơi tại vòng loại. Một khoảnh khắc như vậy của lịch sử này xảy ra vào ngày 1 tháng 4 năm 2009 khi Bolivia đánh bại Argentina 6–1, tạo ra thất bại tồi tệ nhất cho Argentina sau 60 năm. 6 tháng sau, vào ngày 11 tháng 10 (cũng trong vòng loại cho World Cup 2010), Bolivia đã đánh bại Brasil 2–1.

## Lệnh cấm do độ cao của FIFA
Cho đến tháng 5 năm 2007, FIFA, cơ quan quản lý quốc tế của bóng đá, đã chấp nhận sân vận động này là nơi tổ chức vòng loại World Cup, bất chấp sự phản đối từ các đội khách rằng độ cao đã mang lại cho đội tuyển bóng đá quốc gia Bolivia một lợi thế không công bằng trước các đối thủ chỉ có vài ngày để thích nghi trước khi thi đấu. Vào ngày 27 tháng 5 năm 2007, FIFA tuyên bố rằng không có trận đấu vòng loại World Cup nào có thể được tổ chức ở các sân vận động trên 8.200 feet (2.500 m) trên mực nước biển. Một số người, bao gồm cả Tổng thống Bolivia Evo Morales và Diego Maradona, đã phản ứng bằng cách tuyên bố biện pháp mới này là phân biệt đối xử chủ yếu chống lại các quốc gia có địa hình cao ở Mỹ Latinh, đặc biệt là ở Andes. "Hernando Siles" đã trở thành một biểu tượng của cuộc đấu tranh của người Bolivia chống lại lệnh cấm của FIFA đối với các trận đấu ở trên cao. Sau một tháng vận động chống lại lệnh cấm, FIFA đã tăng giới hạn độ cao từ 2500 m lên 3000 m vào ngày 27 tháng 6 năm 2007. Ngày hôm sau, FIFA cũng tuyên bố miễn trừ đặc biệt cho Sân vận động Hernando Siles, cho phép sân vận động tiếp tục tổ chức World Cup trận đấu vòng loại. Lệnh cấm đã hủy bỏ vào tháng 5 năm 2008. Trong suốt vòng loại World Cup 2006, 2010, 2014 và 2018, Bolivia đã có mười bốn trận thắng trên sân nhà và mười trận hòa trên sân nhà, và chỉ có hai trận hòa và không có chiến thắng trên sân khách.
Vào năm 2017, Neymar đã đăng ảnh các cầu thủ Brasil đeo mặt nạ oxy trước trận đấu vòng loại World Cup 2018 của họ trong sân vận động và nhận xét rằng đó là "vô nhân đạo" khi chơi trong những điều kiện đó.

## Sự kiện
Ban nhạc rock người Mỹ Bon Jovi đã biểu diễn một buổi hòa nhạc tại sân vận động vào ngày 9 tháng 11 năm 1993 trong chương trình I'll Sleep When I'm Dead Tour. Đây là buổi hòa nhạc đầu tiên của ban nhạc tại nước này.
Ban nhạc pop México RBD đã khởi động Gira del Adiós World Tour của họ tại sân vận động vào ngày 1 tháng 11 năm 2008.
Enrique Iglesias đã tổ chức một buổi hòa nhạc tại sân vận động vào ngày 2 tháng 7 năm 2011 trong Euphoria Tour.
Ban nhạc hard rock Guns N 'Roses đã biểu diễn một buổi hòa nhạc tại sân vận động vào ngày 12 tháng 4 năm 2014 trong "Chuyến lưu diễn Nam Mỹ".